# Fungiacyathus hydra
Fungiacyathus hydra är en korallart som beskrevs av Zibrowius och Gili 1990. Fungiacyathus hydra ingår i släktet Fungiacyathus och familjen Fungiacyathidae. Inga underarter finns listade i Catalogue of Life.